# Diocesi di Zefirio
La diocesi di Zefirio (in latino Dioecesis Zephyriensis) è una sede soppressa del patriarcato di Antiochia e una sede titolare della Chiesa cattolica.

## Storia
Zefirio, corrispondente alla città di Mersin nell'odierna Turchia, è un'antica sede episcopale della provincia romana della Cilicia Prima nella diocesi civile d'Oriente. Faceva parte del patriarcato di Antiochia ed era suffraganea dell'arcidiocesi di Tarso, come attestato da una Notitia episcopatuum datata alla seconda metà del VI secolo.
Sono quattro i vescovi noti di quest'antica diocesi. Aerio partecipò al primo concilio di Costantinopoli nel 381. Il vescovo Zenobio appare tra i sostenitori di Alessandro di Gerapoli di Siria; inoltre prese parte al sinodo celebrato a Tarso nel 434. Ipazio fu tra i padri del concilio di Calcedonia del 451 e sottoscrisse nel 458 la lettera dei vescovi della Cilicia all'imperatore Leone dopo la morte di Proterio di Alessandria. Pietro infine intervenne al concilio in Trullo nel 691-692.
Dal XIX secolo Zefirio è annoverata tra le sedi vescovili titolari della Chiesa cattolica; la sede è vacante dal 26 luglio 1966.

## Cronotassi

### Vescovi greci
- Aerio † (menzionato nel 381)
- Zenobio † (prima del 432 - dopo il 434)
- Ipazio † (prima del 451 - dopo il 458)
- Pietro † (prima del 691 - dopo il 692)

### Vescovi titolari
- Jean-Jacques Crouzet, C.M. † (1º ottobre 1888 - 8 gennaio 1933 deceduto)
- Antonín Eltschkner † (10 febbraio 1933 - 22 febbraio 1961 deceduto)
- André Charles Collini † (7 settembre 1962 - 26 luglio 1966 succeduto vescovo di Ajaccio)